# Miroslav Koníček
Miroslav Koníček   (Praga, 18 d'abril de 1936) és un remer txec, ja retirat, que va competir sota bandera de Txecoslovàquia durant les dècades de 1950 i 1960. Feia de timoner.
El 1960 va prendre part en els Jocs Olímpics d'Estiu de Roma, on guanyà la medalla de bronze en la prova del vuit amb timoner del programa de rem. En aquests mateixos Jocs quedà eliminat en sèries en la prova del quatre amb timoner. Quatre anys més tard, als Jocs de Tòquio, revalidà la medalla de bronze en el vuit amb timoner. En el seu palmarès també destaquen dues medalles al Campionat d'Europa de rem, de plata el 1959 i de bronze el 1963.